# 萊蒙山巡天數據
萊蒙山巡天數據（英語：Mount Lemmon Survey）是卡特林那巡天系統的一部分，天文台編號是G96。與地球自轉軸的距離和赤道平面（以地球赤道半徑為單位）以上的高度分別是：0.8451 +0.5336，經度（東經編數）249.2083。這項巡天使用1.5米（60英寸）f/2的望遠鏡，並且是目前世界上發現最多近地天體的望遠鏡。
這項巡天還意外地發現206P/巴納德-波提尼，這是一顆迷蹤彗星，於2008年10月7日被安德烈亞·博蒂尼尋回。這顆彗星自1892年被發現以來，已經繞太陽公轉20次，並且在1922年、1934年和2005年，以0.3-0.4AU的距離掠過木星。這顆彗星也是第一顆經由攝影的方法被發現的彗星，它是於1892年10月13日的夜晚被美國天文學家愛德華·愛默生·巴納德發現的。
位於L5的火星特洛伊小行星2011 UN63是萊蒙山巡天數據於2009年9月27日發現的。這項巡天也於2012年3月31日發現，有著不尋常動態冷古在諧振的阿登小行星 2012 FC71。

## 外部連結
- NEODyS （页面存档备份，存于）